# Bor (Suchdol nad Lužnicí)
Bor (Bor u Suchdola nad Lužnicí, německy Bor) je vesnice, část města Suchdol nad Lužnicí v okrese Jindřichův Hradec v Jihočeském kraji. V roce 2011 zde trvale žilo 61 obyvatel. Svůj název nese podle rozlehlých borových lesů v okolí. Většinu domů tvoří bývalé statky s typickým podkovovitým půdorysem. Domy dnes patří spíše chalupářům; stálých obyvatel dlouhodobě ubývá. K většině domů přímo přiléhá pole, na nichž se stálí obyvatelé dodnes věnují drobnému zemědělství. Ve vesnici se nachází hospoda, kravín a transformátor z roku 1931.

## Historie
Vesnice byla založena v roce 1560 Vilémem z Rožmberka, proto dostala název Lhota Vilémova. Lidé však více používali název Nová Ves za Suchdolem, a protože v okolí byly hluboké lesy změnil se název na Nová Ves na Boru, z čehož nakonec zůstal jenom název Bor.
Za třicetileté války byl Bor zcela zpustošen. Po třicetileté válce ho vrchnost obnovila, ale až do konce první světové války) se jednalo o velmi malou osadu. V roce 1920 bylo na Boru pouze 14 usedlíků, až po pozemkové reformě se počet zvýšil na 40 domů.

## Obyvatelstvo
| Rok            | 1869 | 1880 | 1890 | 1900 | 1910 | 1921 | 1930 | 1950 | 1961 | 1970 | 1980 | 1991 | 2001 | 2011 | 2021 |
| -------------- | ---- | ---- | ---- | ---- | ---- | ---- | ---- | ---- | ---- | ---- | ---- | ---- | ---- | ---- | ---- |
| Počet obyvatel | 267  | 310  | 286  | 315  | 302  | 274  | 222  | 184  | 148  | 114  | 90   | 72   | 70   | 61   | 52   |
| Počet domů     | 36   | 36   | 35   | 37   | 41   | 41   | 43   | 47   | 41   | 39   | 34   | 44   | 44   | 48   | 52   |

## Obecní správa
Při sčítání lidu v letech 1850–1891 Bor byl osadou obce Šalmanovice v okrese Třeboň. V letech 1892–1975 byl samostatnou obcí, se kterým patřil nejprve do okresu Třeboň, ale od roku 1960 v okrese Jindřichův Hradec. Od 1. ledna 1976 je částí města Suchdol nad Lužnicí v okrese Jindřichův Hradec.

## Hospodářství
Na jih od Boru se rozkládá rozsáhlé rašeliniště „Borské blato“ o velikosti 465 hektarů, dnes téměř součást přírodní rezervace Červené blato. Zatímco v Červeném blatě bylo ukončeno dobývání rašeliny jako paliva se zrušením sklárny v Jiříkově Údolí na počátku 20. století, v Borském blatu se „píchaly borky“ ještě v šedesátých letech 20. století. Byla to po roce 1948 pro obyvatelstvo okolních vesnic jediná možnost, jak si opatřit palivo, protože v oblastech poblíž rašelinišť obyvatelstvo na příděl uhlí nemělo nárok.

## Okolí
Půda je zde převážně jílovitopísčitá, porostlá borovicemi, od nichž má vesnice pravděpodobně své jméno. Dále na jih jsou Novohradské hory. Na sever od vesnice leží lesní dvůr Synochov a myslivna, dále lesy a rozsáhlá těžiště písku. V oblasti jsou hojná naleziště vltavínů.

## Doprava
Vesnicí pravidelně projíždí autobusová linka. Nejbližší nádraží je v Suchdole (3 km) (trať Veselí nad Lužnicí – Třeboň – České Velenice), dále v obci Jílovice (11 km) (trať České Budějovice – České Velenice).

## Další fotografie

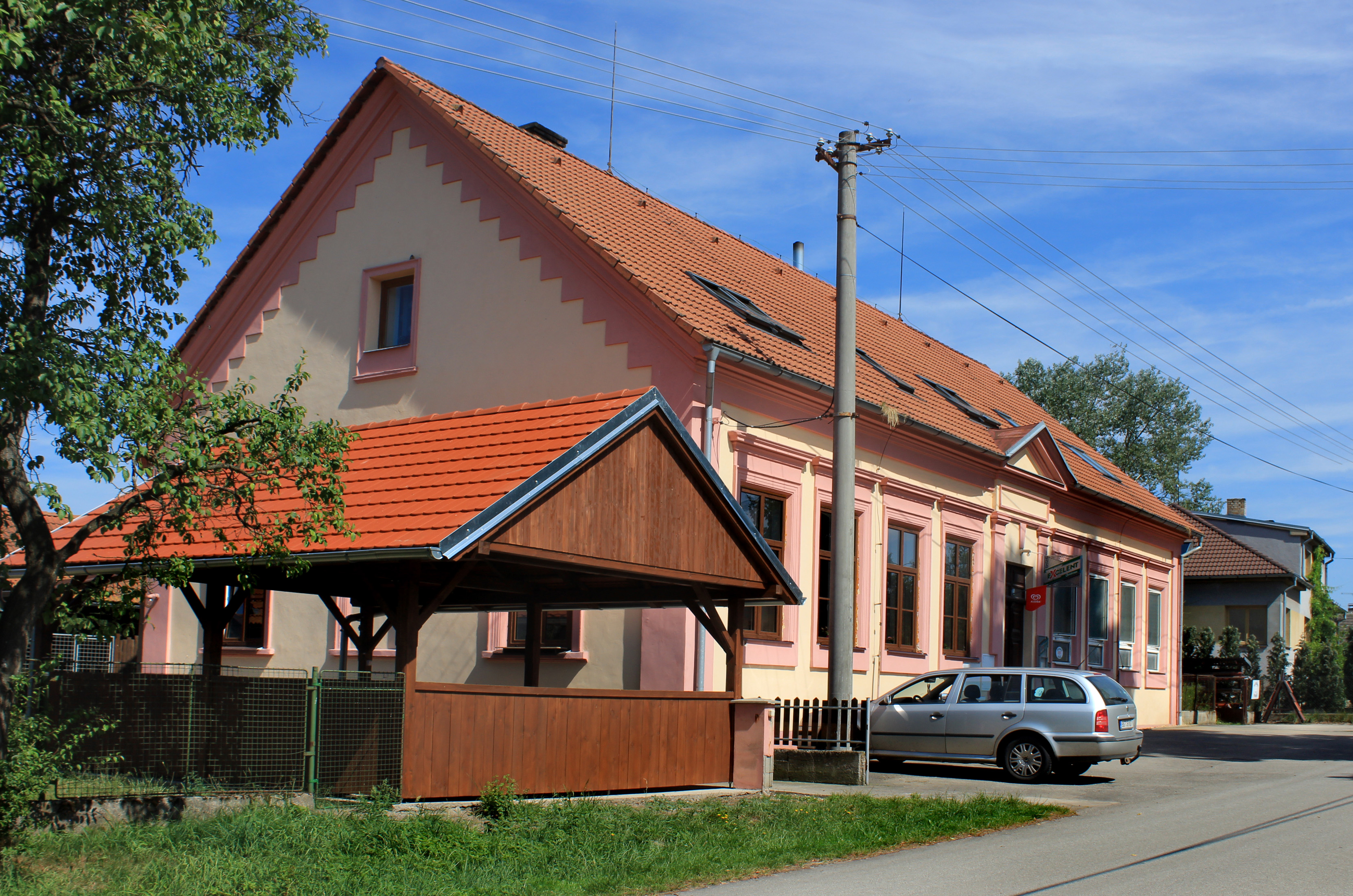
Restaurace
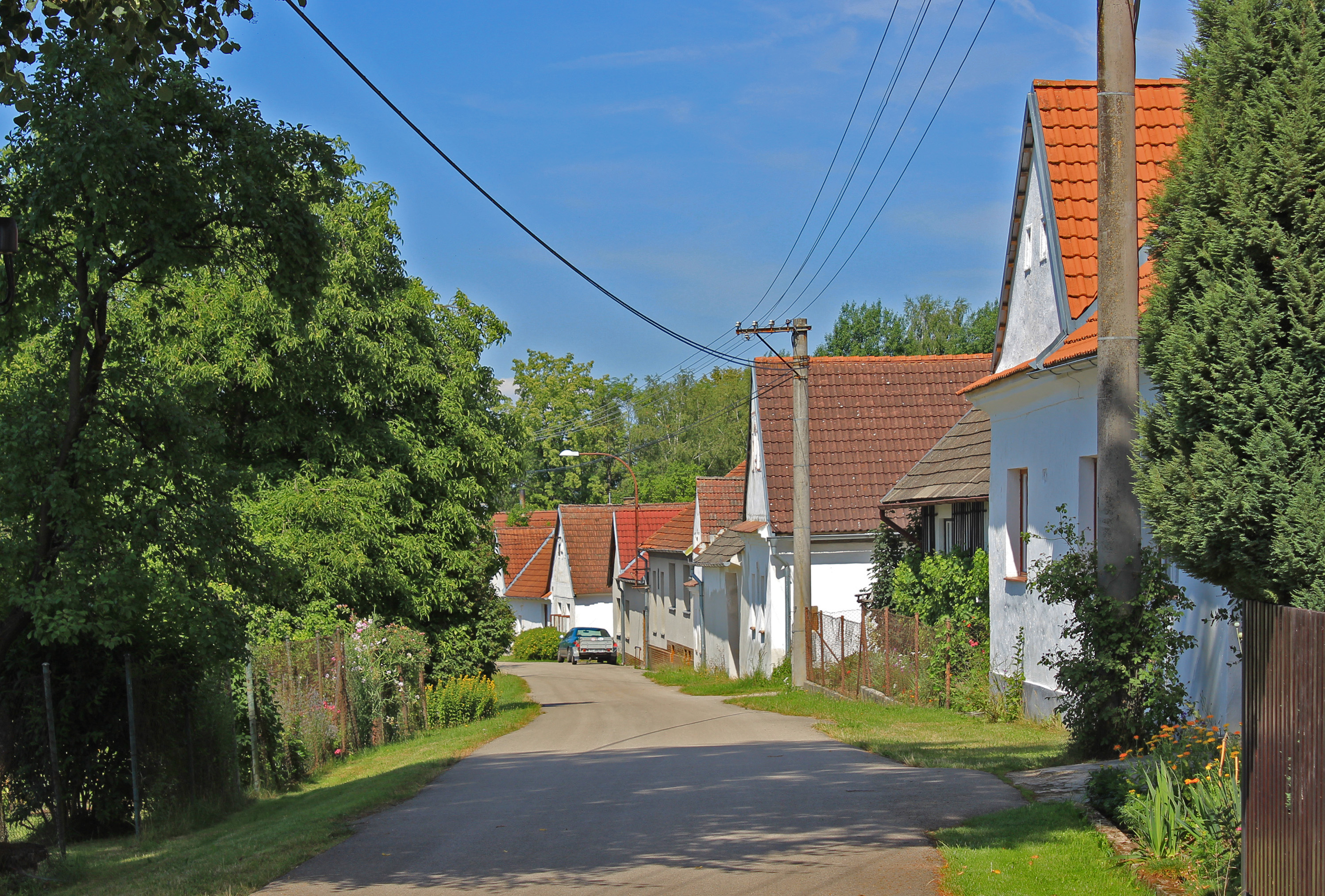
Domky u silnice
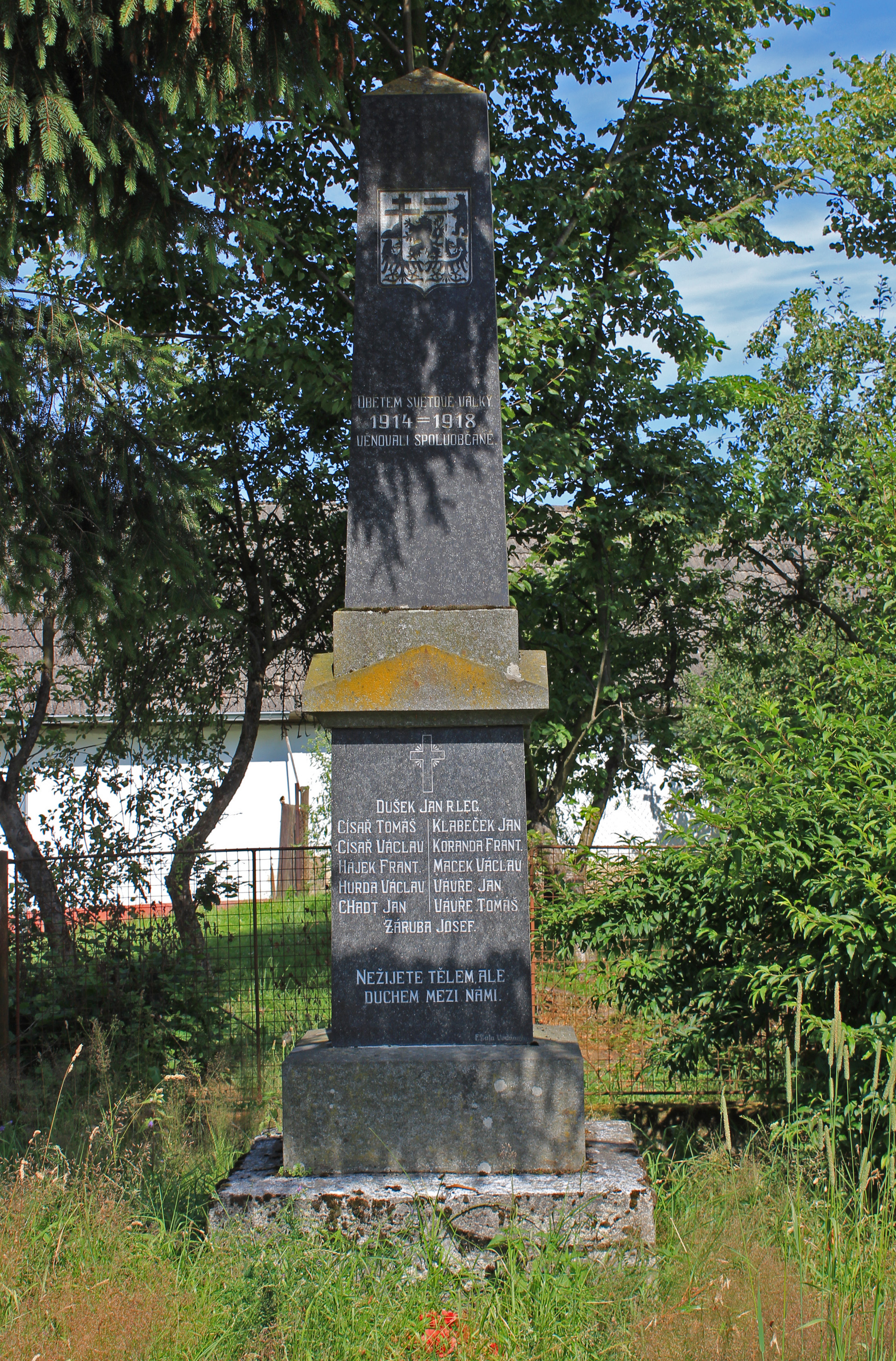
Památník obětem první světové války
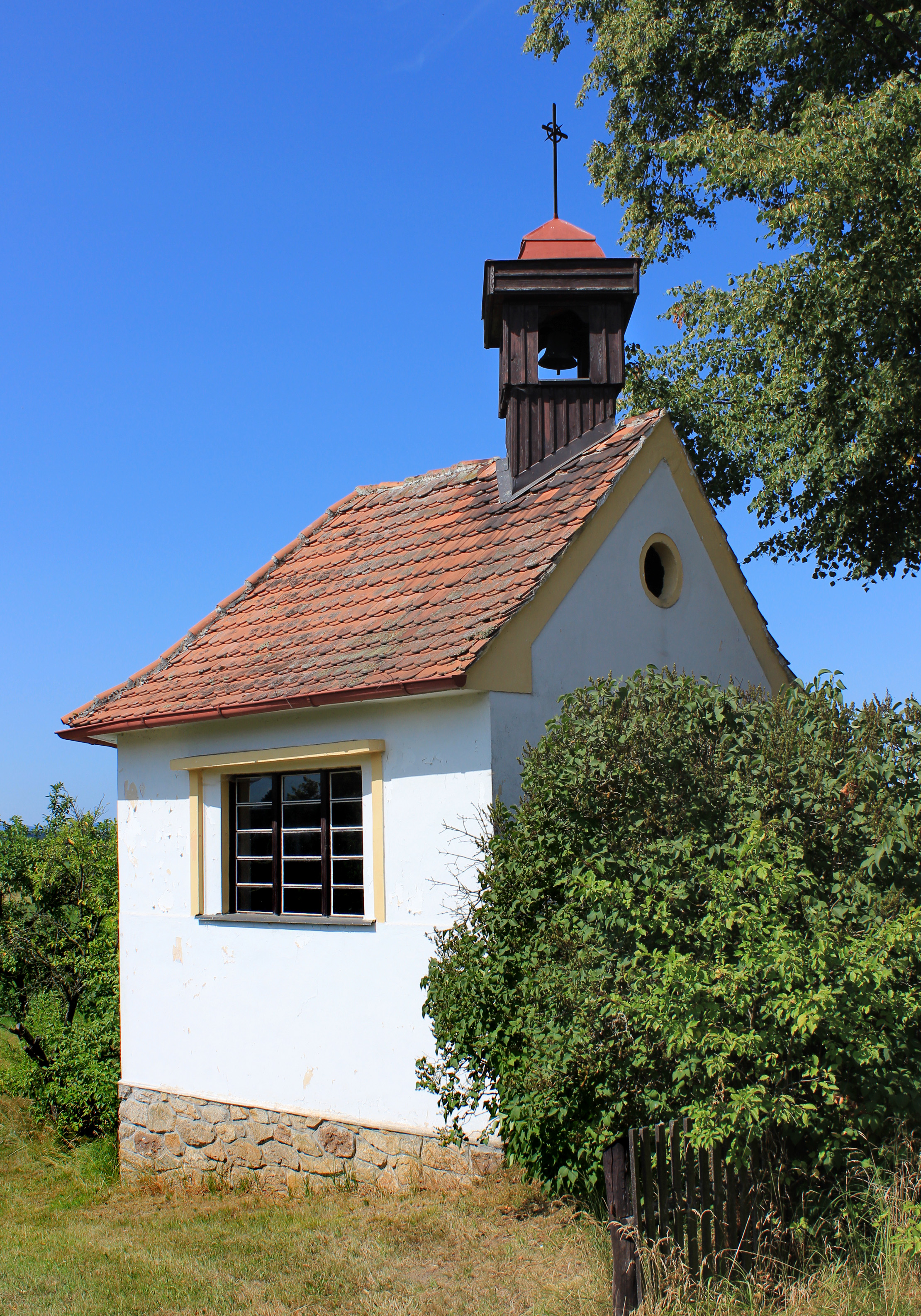
Kaplička